# لوئیس سیمپسون
لوئیس سیمپسون (انگلیسی: Louis Aston Marantz Simpson؛ ۲۷ مارس ۱۹۲۳ – ۱۴ سپتامبر ۲۰۱۲) یک شاعر اهل ایالات متحده آمریکا بود. وی برنده جوایزی همچون کمک هزینه گوگنهایم و جایزه پولیتزر برای شعر شده است.

## زندگی‌نامه
لوئیس سیمپسون متولد ۱۹۲۳ از مادری روس و پدری با پیشینه اسکاتلندی بود که در ۱۷ سالگی به آمریکا سفر کرد. اکثر آثار او جنبهٔ تاریک زندگی در حومهٔ شهرهای آمریکا را به تصویر کشیده‌اند.
سیمپسون که از دانشگاه کلمبیا فارغ‌التحصیل شد، در طول عمر حرفه‌ای‌اش ۱۸ مجموعه شعر را به چاپ رساند و در سال ۱۹۶۴ برای کتاب «انتهای جادهٔ باز» موفق به دریافت جایزه «پولیتزر» شد.
نویسندگان سرشناسی چون «شیموس هینی» و «ویلیام متیوز» از تحسین‌کنندگان آثار سیمپسون بودند. وی آخرین اثر خود را با عنوان «دوران درگیری» در سال ۲۰۰۹ روانهٔ بازار کتاب کرد.
لوئیس سیمپسون، در ۱۴ سپتامبر ۲۰۱۲ در سن ۸۹ سالگی در نیویورک درگذشت.